# Seleção Luxemburguesa de Voleibol Feminino
A seleção luxemburguesa de voleibol feminino é uma equipe europeia composta pelas melhores jogadoras de voleibol de Luxembrugo. A equipe é mantida pela Federação Luxemburguesa de Voleibol (Fédération Luxembourgeoise de Volleyball). Encontra-se na 101ª posição no ranking mundial da FIVB segundo dados de 6 de outubro de 2015.